# نوکیا ۹۳۰۰
نوکیا ۹۳۰۰ یک‌نمونه از گوشی‌های تلفن همراه سری ارتباط شرکت فنلاندی نوکیا است، که در سال ۲۰۰۵ معرفی گردید. این گوشی پس از گوشی ۹۰۰۰ دومین تلاش نوکیا برای عرضه‌ی گوشی‌های مناسب کسب و کار و ارتباط در بازار بود، اما هیچ‌وقت به ‌عنوان یک وسیله‌ی ارتباطی از آن یاد نشد.